# Marcel Poignard
Marcel Poignard, né le 25 février 1893 à Paris et mort le 2 août 1969 à Provency (Yonne) est un avocat français.
Membre du Conseil de l’Ordre de 1934 à 1969, il a été le premier bâtonnier de l’ordre des avocats au Barreau de Paris élu au lendemain de la Seconde Guerre mondiale. Outre son activité au Conseil de l’Ordre, il a surtout plaidé des grandes affaires civiles et plus spécialement des procès financiers.

## Biographie

### Jeunesse
Il est issu d’une famille de robe : arrière-petit neveu du bâtonnier Lacan, arrière petit-fils d’un membre du Conseil de l’Ordre, petit-fils et fils de deux anciens secrétaires de la Conférence. Il fait ses études secondaires au Lycée Louis-le-Grand. Licencié ès lettres à 17 ans, licencié ès sciences mathématiques à 18 ans, licencié en droit et lauréat des concours des Facultés de Droit à 19 ans, il préparait ses trois doctorats quand il s’engage volontaire an 1914. Il avait préalablement prêté serment le 23 juillet 1912.
Il est fait prisonnier en Belgique le 22 août 1914. Il écrit en captivité deux ouvrages de poésie, qui seront publiés après la guerre : Elégies Captives et Offrande à la Préférée. Après trois camps de représailles, il est interné en Suisse en 1917 comme grand malade. En 1918, il est chargé de cours à la Faculté de Droit et de Lettres de l’Université de Lausanne. Il donne en particulier douze leçons sur le Symbolisme et la poésie française contemporaine. En 1919, il est secrétaire du comité juridique consultatif de la paix.

### Avocat
Rentré au Palais, il est élu premier secrétaire de la Conférence de 1920 (la première depuis 1914),. Avocat discret et méthodique, spécialiste des affaires difficiles, orateur au talent maîtrisé, il est élu membre du Conseil de l’Ordre, en 1934 à l’âge de 41 ans. La même année, il représente les parties civiles dans l’affaire du conseiller Prince avec Me Maurice Garçon.
Contrairement à nombre de ses confrères, il ne s’engage pas activement en politique. Il est cependant membre du Comité Directeur de l’Alliance Démocratique, et démissionne en 1938 dès le soir où Pierre-Étienne Flandin adresse un message de félicitations au Chancelier Hitler pour « avoir sauvé la paix » à Munich.
En 1939, il reprend l’uniforme de chasseur à pied. Sa campagne, des Vosges à Dunkerque, en passant par les Flandres lui vaut de recevoir la Croix de Guerre.

### Bâtonnier
Il est élu Bâtonnier du Conseil de l’Ordre en juillet 1945 à l’issue du troisième tour de scrutin devançant son concurrent d'une centaine de voix. Le bâtonnier sortant, qui a exercé la charge de 1939 à 1945, Me Jacques Charpentier, l’accueille en ces termes : « Vous venez, Monsieur le Bâtonnier, de remporter une difficile victoire. Vous étiez le plus jeune et c'est sans doute la raison pour laquelle vous avez vaincu. J'imagine que le barreau, comme la France entière, éprouve un immense désir de renouveau, et qu'il est résolu à jeter les vieilles équipes par-dessus bord. C'est ce qu'en langage d'historien on appelle une révolution. Peut-être, à tout prendre, êtes-vous moins jeune que votre apparence. Vous avez toujours été bâtonnier. Vous avez toujours été le premier, à l'école comme au catéchisme, à la Conférence comme au régiment. L'idée de vous infliger un échec ne pouvait même pas effleurer vos électeurs. Vous vous êtes préparé au bâtonnat depuis longtemps. Mieux qu'aucun de nous, vous connaissez le mécanisme de l'Ordre, ses jurisprudences, et son personnel, son ésotérisme et son folklore. Rien ne vous surprendra. Vous avez tout prévu. Bons bourgeois, vous pouvez dormir sur vos deux oreilles. Le nouvel acacde veillera sur vous.»
Dès sa prise de fonctions, il se bat pour le respect des droits de la défense devant les juridictions d’exception. Devant les difficultés rencontrées par les avocats de la défense (Mes Naud, Baraduc et Jaffré) dans le procès de Pierre Laval, il écrit une lettre lue en audience leur demandant de continuer à assurer cette défense, mais en les autorisant « à formuler avec mesure et modération, mais aussi avec la fermeté jugée nécessaire les protestations solennelles de la défense. »
Dans son discours à la séance d’ouverture de la conférence du 08 décembre 1945, il oppose l’ordre et la tradition du Barreau, le culte du Droit et le respect de la Justice face aux tourmentes de l’arène politique. « Quelques citoyens ont entre les mains un grand pouvoir ! Oublieront-ils que la mission du juge se dénature dans le rôle du justicier ? Seule une justice sans passion peut hâter le nouvel avènement de la paix publique. Ces vérités, les représentants de notre Ordre ont cru nécessaire de les rappeler, récemment encore, dans la sérénité de leurs délibérations. En dénonçant l’intrusion de l’administratif et du politique dans le judiciaire au mépris du principe toujours enseigné de la séparation des pouvoirs ; en s’élevant contre les juridictions d’exception, la précarité de leur composition et l’arbitraire de leurs décisions ; en protestant contre tout ce qui peut compromettre la régularité de la détention, l’impartialité de l’instruction, la dignité des débats et risque de jeter le discrédit sur la justice elle-même, ils n’ont fait que suivre la ligne de nos traditions. Soucieux de contribuer au seul bien du pays, ils n’ont cherché leurs inspirations que dans le service du Droit, auquel nous lie un indissoluble serment.»
Il rend hommage aux Avocats morts pendant la Seconde Guerre mondiale en juillet 1946. « L’épreuve a multiplié pour nos Morts les formes de sa cruauté, et la diversité de leurs infortunes rend plus pathétique la tragédie de leurs fins. Moins d’un tiers d’entre eux ont été tués à leur poste, sous l’uniforme des combattants. D’autres ont été percés de balles, les mains garrottées, debout contre un mur. Le plus grand nombre furent emportés, déportés par la haine vers des espaces où le silence règnera pour toujours sur leur disparition : ils ne connaîtront, suivant l’image antique, que nos cœurs pour sépulture. »
L’ordre des Avocats au Barreau de Paris reçoit sous son bâtonnat en janvier 1947 la Croix de Guerre, en présence du président Vincent Auriol, élu la veille.
Il institue une retraite complémentaire des avocats, à laquelle son  nom reste attaché.
À l’issue de son bâtonnat, il reste membre du Conseil de l’Ordre jusqu’à son décès en 1969. En plus de quarante ans de carrière, il accueille dans son cabinet de nombreux collaborateurs, dont deux seront bâtonniers : René Bondoux et Francis Mollet-Viéville. Il plaide, consulte et arbitre dans de nombreuses affaires civiles, sur lesquelles il garde une grande discrétion.
Il est également maire du village de Provency (Yonne) jusqu’en 1969. Homme de lettres et d’art, il a rassemblé avec sa femme une collection importante d’œuvres de Constantin Guys, Henry Monnier, Pierre-Paul Prud’hon et Louis Léopold Boilly.

## Distinctions
- Commandeur de la Légion d’Honneur
- Croix de Guerre

## Œuvres
- Le Symbolisme et la Poésie Française Contemporaine, cours libre, Université de Lausanne, 1918
- Les élégies captives, Figuière, Paris, 1918
- Offrande à la préférée, Figuière, Paris, 1919